# Olena Buryak
Olena Buryak (en ukrainien : Олена Буряк, née le 8 février 1988 à Mykolaïv) est une rameuse ukrainienne.

## Carrière
En 2006, Olena Buryak participe aux Championnats du monde, et termine 6e avec le quatre de couple ukrainien.
En 2009, elle fait partie du huit ukrainien qui remporte la médaille de bronze aux Championnats d'Europe organisés à Brest, en Biélorussie.
Elle revient ensuite au quatre de couple pour la saison 2010. Elle remporte le titre européen, ainsi qu'une médaille d'argent aux Championnats du monde d'aviron 2010, aux côtés de Kateryna Tarasenko, Anastasiia Kozhenkova et Yana Dementieva, derrière le bateau britannique.
Au titre de sa saison 2010, l'équipage ukrainien de quatre de couple féminin, auquel appartient Olena Buryak, est élu « Meilleure équipe de l'année » lors de la cérémonie des Héros du sport ukrainien 2010.
En 2011, Olena Buryak repasse au huit, et remporte le bronze aux Championnats d'Europe.

## Palmarès
| Date | Compétition           | Lieu             | Résultat | Épreuve                |
| ---- | --------------------- | ---------------- | -------- | ---------------------- |
| 2006 | Championnats du monde | Eton             | 6e       | Quatre de couple (W4x) |
| 2009 | Championnats d'Europe | Brest            | 3e       | Huit (W8+)             |
| 2010 | Championnats d'Europe | Montemor-o-Velho | 1re      | Quatre de couple (W4x) |
| 2010 | Championnats du monde | Hamilton         | 2e       | Quatre de couple (W4x) |
| 2011 | Championnats du monde | Bled             | 7e       | Huit (W8+)             |
| 2011 | Championnats d'Europe | Plovdiv          | 3e       | Huit (W8+)             |
| 2013 | Universiade           | Kazan            | 3e       | Deux de couple (W2x)   |
| 2016 | Championnats d'Europe | Brandebourg      | 3e       | Quatre de couple (W4x) |
| 2007 | Jeux mondiaux         | Wrocław          | 1re      | Aviron indoor 500 m    |
| 2007 | Jeux mondiaux         | Wrocław          | 1re      | Aviron indoor 2 000 m  |
| 2018 | Championnats d'Europe | Glasgow          | 2e       | Quatre de couple (W4x) |